# Réflexe de grattage
Le réflexe de grattage est une réponse (réflexe moteur) à l'activation des neurones sensoriels dont les terminaisons nerveuses libres sont situées sur la surface du corps. Certains neurones sensoriels peuvent être activés par un stimulus chimique ou un objet extérieur (comme un parasite sur la surface du corps), induisant une sensation de démangeaison et le frottement de la zone sensible par le membre le plus proche. Le grattage réflexe a été largement étudié pour comprendre le fonctionnement des réseaux de neurones chez les vertébrés. S'il accroit l'inflammation (suite à une allergie de contact ou une piqure d'insecte par exemple), il contribue aussi à renforcer l'immunité contre certaines bactéries. 

## Neurodéveloppement
Selon A. Boyard et al. (2024), avant même de pouvoir se gratter, les nourrissons de moins de six mois victimes d'un prurit manifestent des mouvements anormaux des mains et des auto-contacts, potentiellement précurseurs du grattage ou liés à la douleur. 
Rechercher ces comportements pourrait permettre un dépistage précoce du prurit chez les bébés, même en l'absence de lésions cutanées visibles.

## Mécanismes explicatifs
Plusieurs théories concernent ce phénomène :
- certains évolutionnistes considèrent que le grattage est un réflexe depuis longtemps présent chez les vertébrés ; une réponse à la démangeaison (prurit), qui serait un signal éventuellement annonciateur d'une douleur si l'organisme ne fait rien pour s'en défendre ;
- un grattage fréquent ou continu auto-entretien la réponse inflammatoire locale, sensation qui peut avoir un rôle d'alerte et de protectioon, par exemple contre certaines plantes urticantes, éventuellement toxiques, invertébrés piqueurs, maladies dermatologiques ; et cette théorie rejoint la précédente. Selon une étude récente, le grattage accroit l'inflammation (induite par exemple par une allergie de contact ou une piqure d'insecte), en créant une double activation : 1) activation  des cellules de l'immunité qui pilotent le processus inflammatoires, les mastocytes (dont en recrutant des neutrophiles) ; 2) activation des neurones sensibles à la douleur (nocicepteurs), lesquels libèrent alors un neuropeptide (la substance P), qui active, elle aussi, les mastocytes par une deuxième voie ; en conséquence, les mastocytes sécrètent plus de TNF (hormone messagère qui coordonne les processus inflammatoires)[3].
- le grattage contribue aussi à renforcer l'immunité contre certaines bactéries. Ceci est démontré sur la souris de laboratoire, vis à vis du staphylocoque doré (S. aureus), fréquemment très présente sur la peau des patients atteints d'eczéma[3] et qui sécrète une toxine (protéase V8) source de prurit.
- signal de toilettage (pour se débarrasser la peau,le pelage (cheveux chez l'humain) de parasites ou d'allergènes ;
- une autre théorie est celle de la « contre-irritation » : le fait de se gratter engendre une douleur, ou une sensation agréable si le prurit était modéré, qui détournerait le cerveau des sensations initiales de démangeaison — les nocicepteurs étant souvent associés à d'autres mécanorécepteurs[4]. Le dermatologue et neurobiologiste Gil Yosipovitch propose une théorie corroborée par l'imagerie médicale : le grattage met en œuvre dans le cerveau des zones liées au plaisir[5], comme le système de récompense[6].
- un grattage idiopathique (c'est à dire sans cause physique ou biologique apparente) peut être d'origine psychogène (réaction psychosomatique, par exemple liée à un stress ayant induit un psoriasis ; à des troubles sexuels ; à une agressivité refoulée, à un sentiment de culpabilité, à des tendances auto-punitives ou encore à  un stress post-traumatique ; il agirait alors comme solution de substitution ou comme manifestation visible de conflits internes (sans exclure la coexistence de légères anomalies somatiques selon E. Stern (1955)[7] mais ce phénomène est rare ; Le bilan étiologique d'un prurit sine materia (dont on n'a pas pu identifier la cause) doit être considéré comme un prurit idiopathique mais il ne doit pas être trop rapidement classé comme psychogène[8]. Une réaction à un médicament ou à un allergène non repérés est une explication bien plus fréquente [8].

## Causes bio-pathologiques
Outre les réactions à des plante et piqures d'insectes ou d'acariens, les cause, médicales, les plus fréquentes, plus difficilement repérables précocement chez le bébé sont la dermatite atopique, l’urticaire aiguë (éventuellement généralisé), les maladies éruptives virales et la gale ; d'autres dermatoses telles que le psoriasis, l’urticaire ou la mastocytose ne sont pas si rares dans la population pédiatrique. Le prurit est aussi souvent présent chez les patients atteints d’épidermolyse bulleuse ou de neurofibromatoses.